# Brachymeria boranensis
Brachymeria boranensis är en stekelart som beskrevs av Masi 1939. Brachymeria boranensis ingår i släktet Brachymeria och familjen bredlårsteklar.
Artens utbredningsområde är Etiopien. Inga underarter finns listade.